# 조시 스타인
조시 스타인(Josh Stein, 1966년 9월 13일 ~ )은 미국의 정치인으로 제51대 노스캐롤라이나주 법무장관이다.

## 학력
- 다트머스 대학교 인문사회 학사
- 하버드 대학교 공공 정책 석사
- 하버드 대학교 법무박사

## 경력
- 2009.01 ~ 2016.03 제149·150·151·152대 노스캐롤라이나주 제16선거구 상원의원
- 2017.01 ~ 2025.01 제51대 노스캐롤라이나주 법무장관
- 2025.01 ~ 제57대 노스캐롤라이나주 주지사

## 역대 선거 결과
| 선거명      | 직책명                           | 대수  | 정당   | 득표율  | 득표수      | 결과 | 당락                           |
| ----------- | -------------------------------- | ----- | ------ | ------- | ----------- | ---- | ------------------------------ |
| 2008년 선거 | 상원의원 (노스캐롤라이나 제16부) | 149대 | 민주당 | 60.83%  | 58,357표    | 1위  | 노스캐롤라이나 주의원 당선     |
| 2010년 선거 | 상원의원 (노스캐롤라이나 제16부) | 150대 | 민주당 | 54.85%  | 31,999표    | 1위  | 노스캐롤라이나 주의원 당선     |
| 2012년 선거 | 상원의원 (노스캐롤라이나 제16부) | 151대 | 민주당 | 100.00% | 69,405표    | 1위  | 노스캐롤라이나 주의원 당선     |
| 2014년 선거 | 상원의원 (노스캐롤라이나 제16부) | 152대 | 민주당 | 67.11%  | 42,422표    | 1위  | 노스캐롤라이나 주의원 당선     |
| 2016년 선거 | 노스캐롤라이나 법무장관          | 51대  | 민주당 | 50.27%  | 2,303,619표 | 1위  | 노스캐롤라이나주 법무장관 당선 |
| 2020년 선거 | 노스캐롤라이나 법무장관          | 51대  | 민주당 | 50.13%  | 2,713,400표 | 1위  | 노스캐롤라이나주 법무장관 당선 |
| 2024년 선거 | 노스캐롤라이나 주지사            | 76대  | 민주당 | 54.90%  | 3,069,496표 | 1위  | 노스캐롤라이나 주지사 당선     |